# Cinzia Ragusa
Cinzia Nunzia Ragusa (Catania, 24 maggio 1977) è un'ex pallanuotista italiana, vincitrice della medaglia d'oro ai giochi olimpici di Atene 2004.

## Biografia
Ha sempre giocato nell'Orizzonte Catania, squadra con la quale ha esordito sotto la guida di Giovanni Puliafito nel 1995, eccetto la parentesi dal 2005 al 2007 nella quale ha vestito prima la calottina della Rari Nantes Florentia e poi quella del Rapallo Nuoto, si è ritirata al termine della stagione 2010. Ha vinto 12 scudetti e 5 Coppe dei Campioni.
È entrata nel giro della nazionale nel 1997, ma non ha giocato costantemente con il setterosa. Dopo l'oro agli europei di Siviglia nello stesso anno, è rientrata nel 2001, in occasione degli europei di Budapest. Ha disputato inoltre gli europei a Lubiana, Belgrado e Malaga ed i mondiali a Barcellona, Montréal e Melbourne, nella World league a Long Beach e Cosenza e nella Coppa del Mondo a Perth e Tianjin.
Ha fatto parte della squadra azzurra anche nella vittoriosa edizione dei Giochi olimpici di Atene 2004, ed in quella successiva di Pechino 2008. Nel 2018 allena le giovanili del Kosice, in Slovacchia, e dal 2021 la nazionale femminile slovacca under-20. Dal settembre 2024 è nello staff tecnico delle giovanili maschili del Rapallo.

## Palmarès

### Club
- Campionato italiano: 12

Orizzonte Catania: 1995-96, 1996-97, 1997-98, 1998-99, 1999-00, 2000-01, 2001-02, 2002-03, 2003-04, 2007-08, 2008-09, 2009-10
- LEN Champions Cup: 5

Orizzonte Catania: 1997-98, 2000-01, 2001-02, 2003-04, 2007-08
- Supercoppa LEN: 1

Orizzonte Catania: 2008

### Nazionale
- Olimpiadi

Atene 2004: 
- Mondiali

Barcellona 2003: 
- Coppa del Mondo

Tianjin 2006: 
- World League

Long Beach 2004: 
Cosenza 2006: 
- Europei

Siviglia 1997: 
Budapest 2001: 
Lubiana 2003: 
Belgrado 2006: 